# Marvin Compper
Marvin Compper est un footballeur allemand né le 14 juin 1985 à Tübingen qui évolue au poste de défenseur.
Ce défenseur international allemand possède la particularité d'avoir une double nationalité : française et allemande, son père étant guadeloupéen.

## Biographie
Ce défenseur a quitté l'équipe junior du VfB Stuttgart pendant la saison 2002/03 pour l'équipe amateur du Borussia Mönchengladbach. En 2005, il y signe un contrat professionnel. À la suite des absences pour blessure du défenseur international Marcell Jansen et de Filip Daems, il joue régulièrement en Bundesliga pendant l'automne 2006. Pendant le premier tour de la saison 2007/08, Compper ne dispute que trois parties sous les couleurs de Mönchengladbach. Pour cette raison, il quitte ce club en janvier 2008 pour le TSG 1899 Hoffenheim, où d'emblée il s'impose comme titulaire.
En janvier 2013, il signe en faveur de l'ACF Fiorentina pour trois ans.
Marvin Compper fait partie de l'équipe d'Allemagne à la Coupe du monde des moins de 20 ans en 2005. Le 13 novembre 2008, le sélectionneur national, Joachim Löw, le sélectionne pour la première fois en équipe A pour le match amical contre l'Angleterre. Il fait ses débuts sous le maillot de la Mannschaft (1-2) lors de ce match qu'il a débuté en tant que titulaire.

### Palmarès
Vice-champion d'Allemagne en 2017 avec Leipzig